# Gul Panag
Gul Panag (Chandigarh, 3 gennaio 1979) è una modella e attrice indiana, eletta vincitrice del concorso Miss India 1999, dove aveva vinto anche il titolo di Miss Beautiful Smile. Grazie a tale vittoria, la modella è stata scelta come rappresentante dell'India per Miss Universo 1999, dove si classificò nella rosa delle dieci prime classificate
Successivamente Gul Panag ha intrapreso la carriera di attrice professionista, recitando in varie produzioni di Bollywood. Fra le sue più celebri interpretazioni si possono citare  Dhoop, Manorama Six Feet Under, Hello, Straight e Dor. Per quest'ultimo, Gul Panag ha ricevuto nel 2007 il Zee Cine Critics Award come migliore attrice protagonista.